# Vilarejos curdos despovoados pela Turquia

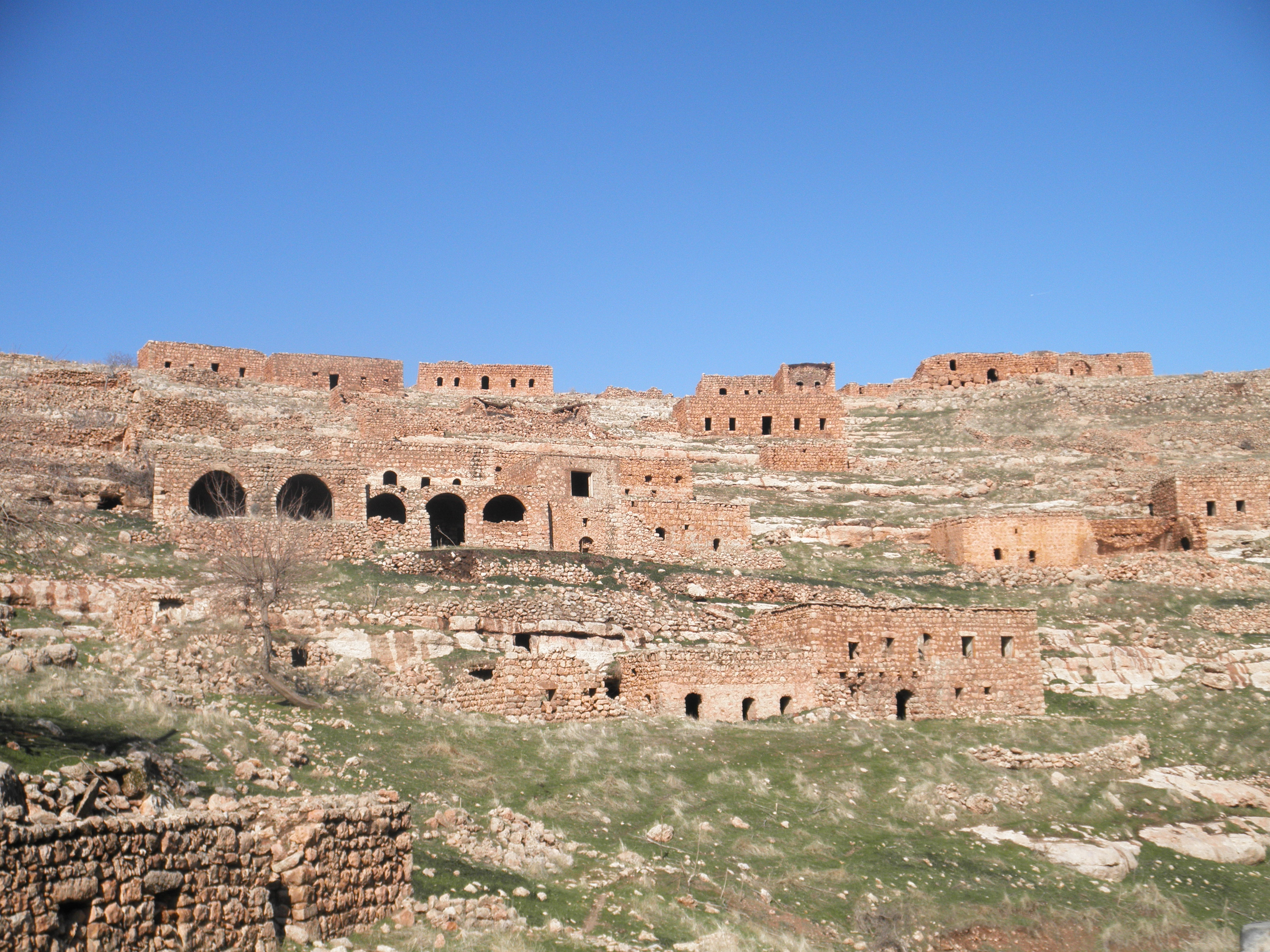
Uma aldeia curda despovoada; Ulas, no distrito de Dargeçit.

O número de vilarejos curdos despovoados pela Turquia é estimado em cerca de 3.000. Desde 1984, os militares turcos iniciaram uma campanha para erradicar o Partido dos Trabalhadores do Curdistão, um grupo militante curdo de oposição. Como resultado, no ano 2000 cerca de 30.000 pessoas morreram e dois milhões de refugiados curdos foram expulsos de suas casas para assentamentos irregulares urbanos superlotados.

## Contexto
Até a década de 1970, cerca de 70% da população curda do Curdistão turco habitava uma dos aproximadamente 20.000 vilarejos curdos. Mas em 1985, apenas 58% da população ainda vivia nas áreas rurais e grande parte do campo nas regiões povoadas pelos curdos foi despovoada pelo governo turco, com civis curdos se mudando para centros locais como Diarbaquer, Vã, e Xernaque, bem como para as cidades do oeste da Turquia e até mesmo para a Europa Ocidental. As causas do despovoamento foram, na maioria dos casos, as operações militares do Estado turco e, em menor escala, os ataques do PKK a aldeias que considerava defendidas por colaboradores do governo turco. Muitas vezes, os curdos tiveram que decidir se seriam membros dos Guardas de Aldeia patrocinados pelo Estado, seriam deportados caso contrário, poderiam enfrentar ataques do PKK. A Human Rights Watch documentou muitos casos em que os militares turcos evacuaram aldeias à força, destruindo casas e equipamentos para impedir o retorno dos habitantes. Estima-se que 3.000 vilarejos curdos no sudeste da Anatólia foram praticamente apagados do mapa, representando o deslocamento de mais de 378.000 pessoas. Durante a década de 1990, os militares turcos teriam enviado os helicópteros de fabricação estadunidense Sikorsky e Cobra para expulsar a população curda das aldeias.

## Cidades e vilarejos despovoados e demolidos
De acordo com o Projeto de Lei Humanitária, 2.400 vilarejos curdos foram destruídos e 18.000 curdos foram executados pelo governo turco. Outras estimativas colocam o número de vilarejos curdos destruídos em mais de 4.000. No total, até 3.000.000 de pessoas (principalmente curdos) foram deslocadas.
O Projeto Curdo de Direitos Humanos divide o despovoamento (evacuação) de aldeias em 5 fases:
- a fase inicial entre 1985 e 1989;
- a fase de centralização durante 1990-1991;
- a fase de evacuação sistemática das aldeias entre 1992 e 1993;
- a fase da escalada da evacuação em 1994;
- entre 1995 e 2001 outras aldeias foram despovoadas.

Estima-se que 1.000.000 ainda estão deslocados internamente em 2009.

## Compensação governamental
O Centro de Monitoramento de Deslocamento Interno afirmou em 2009 que o governo turco tomou medidas "notáveis" para lidar com a situação de deslocamento interno. Estas incluem a encomenda de um inquérito nacional sobre o número e as condições dos deslocados internos, a elaboração de uma estratégia nacional de deslocados internos; adoção de lei sobre compensação e elaboração de um plano de ação piloto abrangente na província de Vã e 13 outras províncias do sudeste, abordando situações rurais e urbanas de deslocamento.